# Aphis ciceri
Aphis ciceri är en insektsart. Aphis ciceri ingår i släktet Aphis och familjen långrörsbladlöss. Inga underarter finns listade i Catalogue of Life.